# Leichtathletik-Weltmeisterschaften 2022/Teilnehmer (Neuseeland)
| Goldmedaillen | Silbermedaillen | Bronzemedaillen |
| ------------- | --------------- | --------------- |
| —             | —               | —               |

Der Leichtathletikverband von Neuseeland nahm an den Leichtathletik-Weltmeisterschaften 2022 in Eugene teil. 20 Athletinnen und Athleten wurden vom neuseeländischen Verband nominiert.

## Ergebnisse

### Männer

#### Laufdisziplinen
| Athlet             | Disziplin   | Vorlauf      | Vorlauf | Halbfinale  | Halbfinale | Finale       | Finale |
| Athlet             | Disziplin   | Zeit         | Platz   | Zeit        | Platz      | Zeit         | Platz  |
| ------------------ | ----------- | ------------ | ------- | ----------- | ---------- | ------------ | ------ |
| Edward Osei-Nketia | 100 m       | 10,08 s NR   | 02      | 10,29       | 07         | DNQ          | DNQ    |
| Brad Mathas        | 800 m       | 1:47,70 min  | 07      | DNQ         | DNQ        | –            | –      |
| Sam Tanner         | 1500 m      | 3:39,33 min  | 05      | 3:36,32 min | 08         | DNQ          | DNQ    |
| George Beamish     | 5000 m      | 13:36,86 min | 12      |             |            | DNQ          | DNQ    |
| Hamish Carson      | 5000 m      | 13:37,62 min | 12      |             |            | DNQ          | DNQ    |
| Quentin Rew        | 20 km Gehen |              |         |             |            | 1:29:19 h SB | 35     |

#### Sprung/Wurf
| Athlet      | Disziplin   | Qualifikation | Qualifikation | Finale     | Finale |
| Athlet      | Disziplin   | Weite/Höhe    | Platz         | Weite/Höhe | Platz  |
| ----------- | ----------- | ------------- | ------------- | ---------- | ------ |
| Hamish Kerr | Hochsprung  | 2,25 m        | 14            | DNQ        | DNQ    |
| Jacko Gill  | Kugelstoßen | 21,24 m       | 05            | 21,40 m    | 07     |
| Tomas Walsh | Kugelstoßen | 21,44 m       | 03            | 22,08 m    | 04     |

### Frauen

#### Laufdisziplinen
| Athletin      | Disziplin    | Vorlauf    | Vorlauf | Halbfinale | Halbfinale | Finale | Finale |
| Athletin      | Disziplin    | Zeit       | Platz   | Zeit       | Platz      | Zeit   | Platz  |
| ------------- | ------------ | ---------- | ------- | ---------- | ---------- | ------ | ------ |
| Zoe Hobbs     | 100 m        | 11,08 s AR | 02      | 11,13 s    | 05         | DNQ    | DNQ    |
| Georgia Hulls | 200 m        | 23,46 s    | 06      | DNQ        | DNQ        | –      | –      |
| Rosie Elliott | 400 m        | 54,92 s    | 08      | DNQ        | DNQ        | –      | –      |
| Portia Bing   | 400 m Hürden | 55,72 s    | 05      | 55,53 s    | 06         | DNQ    | DNQ    |

#### Sprung/Wurf
| Athletin            | Disziplin      | Qualifikation | Qualifikation | Finale     | Finale |
| Athletin            | Disziplin      | Weite/Höhe    | Platz         | Weite/Höhe | Platz  |
| ------------------- | -------------- | ------------- | ------------- | ---------- | ------ |
| Imogen Ayris        | Stabhochsprung | NM            | NM            | DNQ        | DNQ    |
| Olivia McTaggart    | Stabhochsprung | 4,50 m        | 04            | NM         | NM     |
| Maddison-Lee Wesche | Kugelstoßen    | 18,96 m       | 08            | 19,50 m PB | 07     |
| Lauren Bruce        | Hammerwurf     | 70,86 m       | 13            | DNQ        | DNQ    |
| Nicole Bradley      | Hammerwurf     | 62,88 m       | 30            | DNQ        | DNQ    |
| Julia Ratcliffe     | Hammerwurf     | 69,96 m       | 16            | DNQ        | DNQ    |
| Tori Peeters        | Speerwurf      | 53,67 m       | 24            | DNQ        | DNQ    |